# Roncus ursi
Espèce
Roncus ursi est une espèce de pseudoscorpions de la famille des Neobisiidae.

## Distribution
Cette espèce est endémique de Serbie. Elle se rencontre sur le Medvednik.

## Description
Les mâles mesurent de 2,75 à 2,77 mm.

## Publication originale
- Ćurčić, Makarov, Ćurčić, Antić & Dimitrijević, 2012 : A new soil Pseudoscorpion, Roncus ursi n. sp., from western Serbia (Neobisiidae, Pseudoscorpiones). Archives of Biological Sciences, vol. 64, no 1, p. 379-384.